# Història de la tipografia occidental

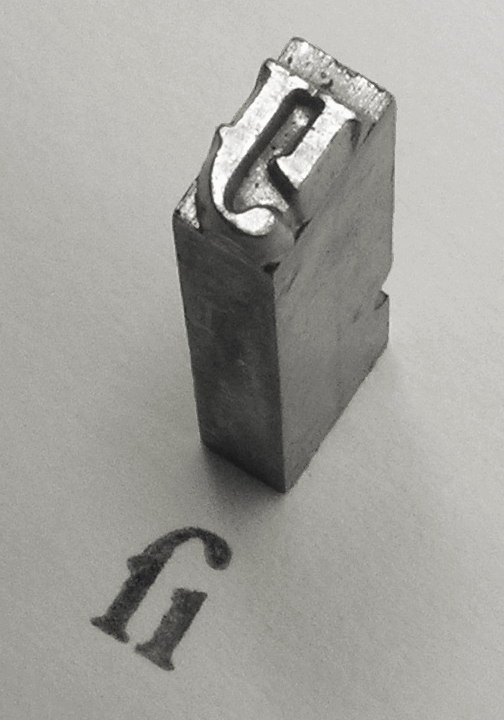
Una peça de metall fos, lligadura llarga s /i d'estil Garamond. Vegeu també: tipus mòbils.

L'article Història de la tipografia occidental ofereix una visió cronològica del desenvolupament de la tipografia de l'escriptura llatina. L'alfabet llatí s'utilitza a la majoria de països del món, només a Àsia dominen altres escriptures.
Els tipògrafs moderns consideren la tipografia com un ofici amb una llarga història que remunta els seus orígens als primers punxons i matrius utilitzats per fer segells i moneda en l'antiguitat. Els elements bàsics de la tipografia són com a mínim tan antics com la civilització i els primers sistemes d'escriptura — una sèrie de desenvolupaments clau que finalment es van unir en un ofici sistemàtic. Mentre que la xilografia i els tipus mòbils tenien precedents a l'Àsia oriental, la tipografia al món occidental es va desenvolupar després de la invenció de la impremta per Johannes Gutenberg a mitjans del segle XV. La difusió inicial de la impressió per Alemanya i Itàlia va conduir al llegat perdurable i a l'ús continuat de les tipografies gòtica, rodona i cursiva.

## Arrels del disseny medieval

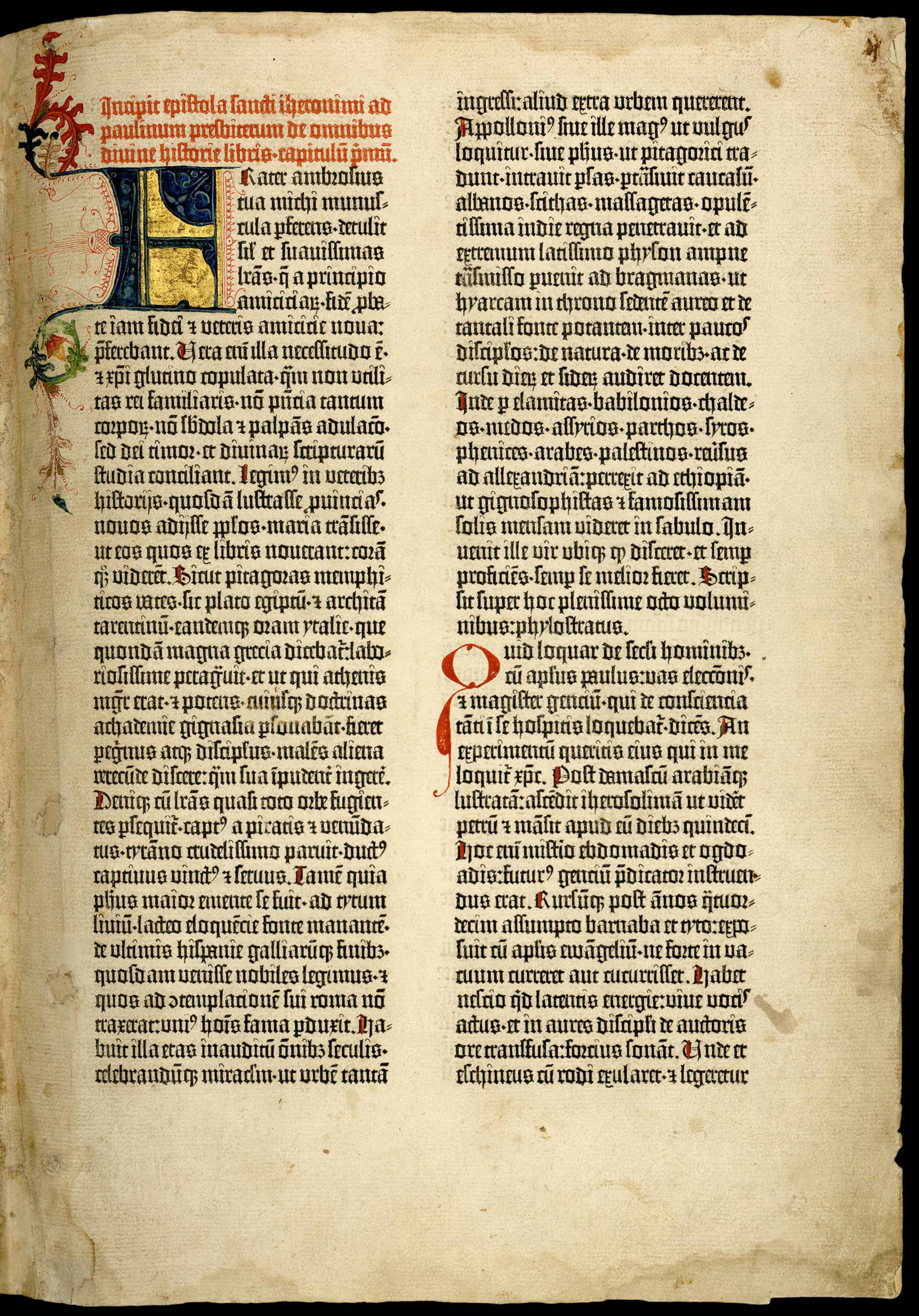
Primera pàgina del primer volum de la Bíblia de Gutenberg, impresa amb una tipografia texturitzada antiga cap al 1455. En aquesta còpia, les inicials decoratives de colors van ser escrites a mà per separat per un escribà.

La tipografia, la foneria de tipus i el disseny tipogràfic van començar com a oficis estretament relacionats a mitjans del segle XV a Europa amb la introducció de la impressió de tipus mòbils a la cruïlla de l'època medieval i el Renaixement. Les formes de lletra manuscrites de la cal·ligrafia de mitjans del segle XV eren els models naturals per a les formes de lletra en la tipografia sistematitzada. La lletra d'escribà coneguda com a textur o textualis, produïda pel fort esperit gòtic de la lletra negra de les mans dels escribans alemanys de la zona, va servir de model per als primers tipus de text.
Johannes Gutenberg, cap al 1450, va inventar un tipus de motlle de mà per fer tipus de plom, el va aplicar a un alfabet d'uns 24 caràcters i va utilitzar l'antiga tecnologia d'una premsa de vi per imprimir amb tinta sobre paper. La impressió anterior s'havia fet amb blocs de fusta, però era impossible fer tipus mòbils de fusta per raó de la fragilitat de la fusta en tipus de mides petites. Gutenberg va contractar l'escribà Peter Schöffer per ajudar a dissenyar i tallar els punxons de la tipografia primerenca — el tipus DK de 202 caràcters utilitzat per imprimir els primers llibres impresos a Europa. Una segona tipografia d'uns 300 caràcters dissenyada per a la Bíblia de 42 línies c. 1455 probablement va ser tallada per l'orfebre Hans Dunne amb l'ajuda de dos més — Götz von Shlettstadt i Hans von Speyer.
La tradició cultural va garantir que la tipografia i el disseny tipogràfic alemanys es mantinguessin fidels a l'esperit gòtic/de lletra negra; però la influència paral·lela de la tipografia humanista i neoclàssica a Itàlia (el primer país fora d'Alemanya amb una impremta) va catalitzar la textura en quatre subestils addicionals que eren diferents, estructuralment rics i altament disciplinats: Bastarda, Fraktur, Rotunda i Schwabacher. Cal destacar que els primers llibres impresos coincidien amb l'estil dels manuscrits manuscrits i no contenien pàgines de títol, números de pàgina ni encapçalaments.
La ràpida difusió de la impressió de tipus mòbils per Europa va produir més tipus gòtics, semigòtics i de transició del gòtic al romà. El Schwabacher d'Augsburg de Johann Bämler va aparèixer el 1474. El tipus de rotonda mig gòtica d'Erhard Ratdolt c. 1486 va ser tallat per adaptar-se al gust venecià. El 1476, William Caxton, havent après l'ofici al continent, va imprimir els primers llibres a Anglaterra amb un tipus anomenat Bâtarde (un disseny primerenc de Schwabacher), però aviat el va abandonar.
Els primers impressors a la península ibèrica van ser alemanys que van començar a imprimir amb tipus romans contemporanis, però aviat els van abandonar i van adoptar tipus gòtics basats en les formes de les lletres dels manuscrits de la península de Barcelona i València, a la Corona catalano-aragonesa, va ser la ubicació de la primera impremta, establerta el 1473. Des d'allà els impressors es van traslladar a altres ciutats per instal·lar-hi premses. Els impressors de Salamanca feien servir tipus romans per a les seves edicions d'autors clàssics. La impressió en portuguès va començar a Lisboa el 1495 (el primer llibre imprès a Portugal va ser un llibre hebreu imprès el 1489).

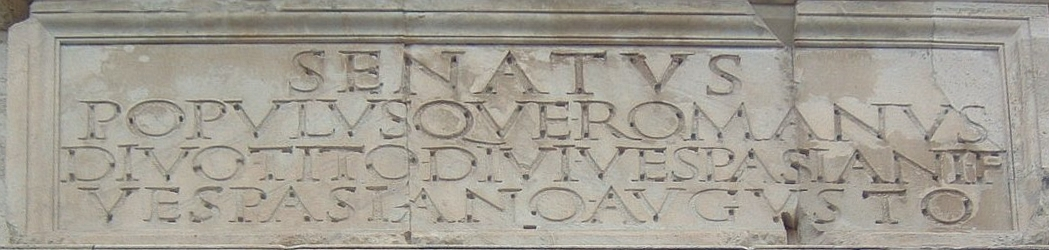
Inscripció amb majúscules quadrades de l'Arc de Titus, pels volts de l'any 81 (nota: hi ha petits forats a l'interior de les lletres, que era on anaven clavades les lletres de metall perquè ressaltessin sobre el fons blanc)

## Renaixement clàssic
A Itàlia, els estils gòtics pesants van ser aviat desplaçats pels tipus llatins venecians o "d'estil antic", també anomenats antiqua. Els capitells inscripcionals dels edificis i monuments romans s'estructuraven segons un esquema geomètric euclidià i el model de l'arquitectura clàssica basat en components discrets. El seu disseny estructuralment perfecte, l'execució gairebé perfecta en pedra, l'accentuació angular equilibrada, el contrast de traços gruixuts i prims i els serifs incises es van convertir en l'ideal tipogràfic de la civilització occidental. L'exemple més conegut de majúscules inscripcionals romanes existeix a la base de la Columna de Trajà, inscrita c. 113.

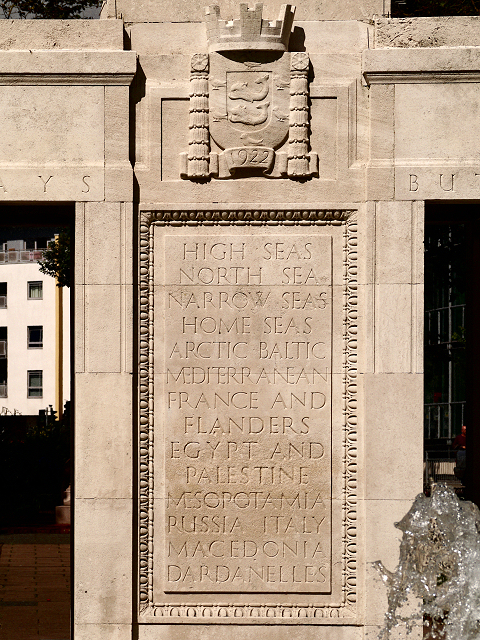
Majúscules inscripcionals romanes

En el seu entusiasta renaixement de la cultura clàssica, els escribans i els erudits humanistes italians de principis del segle XV van buscar lletres minúscules antigues que coincidissin amb les majúscules inscripcionals romanes. Pràcticament tots els manuscrits disponibles d'escriptors clàssics havien estat reescrits durant el Renaixement carolingi, i amb un lapse de tres-cents anys des de l'ús generalitzat d'aquest estil, els escribans humanistes van confondre la minúscula carolíngia amb l'estil d'escriptura autèntic dels antics (a diferència de la lletra negra, vista incorrectament com la lletra dels gots que van conquerir Roma). Anomenant- la lettera antica, van començar copiant la lletra minúscula gairebé exactament, combinant-la amb majúscules romanes de la mateixa manera que els manuscrits que copiaven.

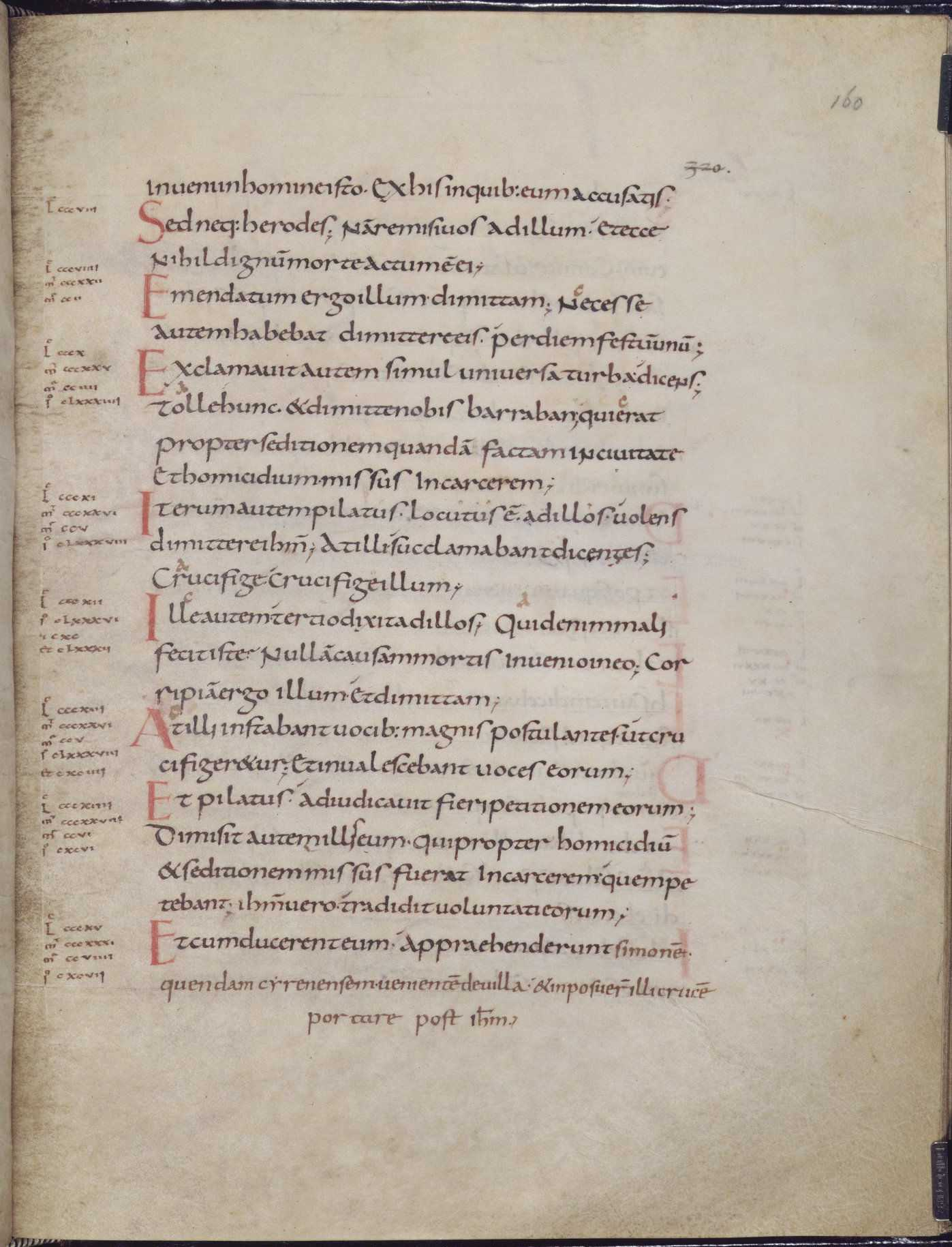
Mostra d'escriptura carolíngia de l'Evangeli carolingi produït entre el 820 i el 830 dC

En adonar-se de la discrepància estilística entre aquestes dues lletres tan diferents, els escribans van redissenyar la lletra carolíngia petita, allargant els ascendents i els descendents, i afegint-hi serifs incises i traços finals per integrar-les amb les majúscules romanes. Quan tipus mòbils van arribar a Itàlia diverses dècades més tard, l'escriptura humanística havia evolucionat cap a un model consistent conegut com a minúscula humanística, que va servir de base per a l'estil tipogràfic que avui coneixem com a venecià.

## Transició de la minúscula humanística a la tipografia romana
La ciutat de Roma, dotada d'art clàssic, va atreure els primers impressors que se sap que es van establir fora d'Alemanya, Arnold Pannartz i Konrad Sweynheim, seguits de prop pels germans Johann i Wendelin de Speyer (de Spira), i el francès Nicolas Jenson. La seqüència d'aparició i les dates de producció dels tipus utilitzats per aquests impressors encara no s'han establert amb certesa; se sap que tots quatre van imprimir amb tipus que anaven des del gòtic de textura fins a romans completament desenvolupats inspirats en l'escriptura humanística anterior, i en pocs anys el centre de la impressió a Itàlia es va traslladar de Roma a Venècia.
Una mica abans de 1472 a Venècia, Johann i Wendelin van publicar material imprès amb un tipus meitat gòtic i meitat romà conegut com a "Gotico-antiqua". Aquest disseny combinava majúscules gòtiques simplificades amb un conjunt de lletres minúscules humanístiques racionalitzades, combinant formes minúscules gòtiques amb elements carolíngis, en una barreja d'estils d'un pas endavant i mig pas enrere.
Més o menys al mateix temps (1468) a Roma, Pannartz i Sweynheim utilitzaven una altra tipografia que imitava de prop la minúscula humanística, coneguda com a "Lactantius". A diferència de les formes rígides i fracturades del mig gòtic de Speyer, el Lactanci es caracteritza per unes lletres suaus amb un acabat orgànic contingut. El Lactanci es va allunyar tant dels models carolingi com gòtic; un dors vertical i una part superior en angle recte van substituir l'estructura carolíngia diagonal, i un traç corbat continu va substituir l'element de bol gòtic fracturat.
Per a més detalls sobre l'evolució de les minúscules a partir de les majúscules llatines, vegeu Alfabet llatí.

## Desenvolupament dels tipus romans
Nicolas Jenson va començar a imprimir a Venècia amb la seva pòlissa romana original a partir del 1470. El disseny de Jenson i els tipus romans molt similars tallats per Francesco Griffo c. 1499 i Erhard Ratdolt c. 1486 es reconeixen com les cares romanes definitives i arquetípiques que van establir el patró per a la majoria de les cares de text occidentals que van seguir.
La lletra romana de Jenson era una lletra explícitament tipogràfica dissenyada amb els seus propis termes que es negava a imitar l'aspecte de la lletra manuscrita. El seu efecte és el d'un tot cohesionat unificat, una fusió perfecta d'estil amb estructura i la convergència reeixida de la llarga progressió d'estils de lletres precedents. Jenson va adaptar la unitat estructural i la integració modular basada en components de les majúscules romanes a formes minúscules humanístiques mitjançant una estilització abstracta magistral. Els serifs, acuradament modelades, segueixen una lògica artística d'asimetria. La relació entre la longitud dels extensors i els cossos de les lletres i la distància entre línies dóna com a resultat un cos tipogràfic equilibrat i harmoniós. Jenson també reflecteix l'ideal expressat en la pintura renaixentista de dividir l'espai ("espai blanc" tipogràfic) amb figures (lletres) per articular la relació entre els dos i fer que l'espai blanc sigui dinàmic.

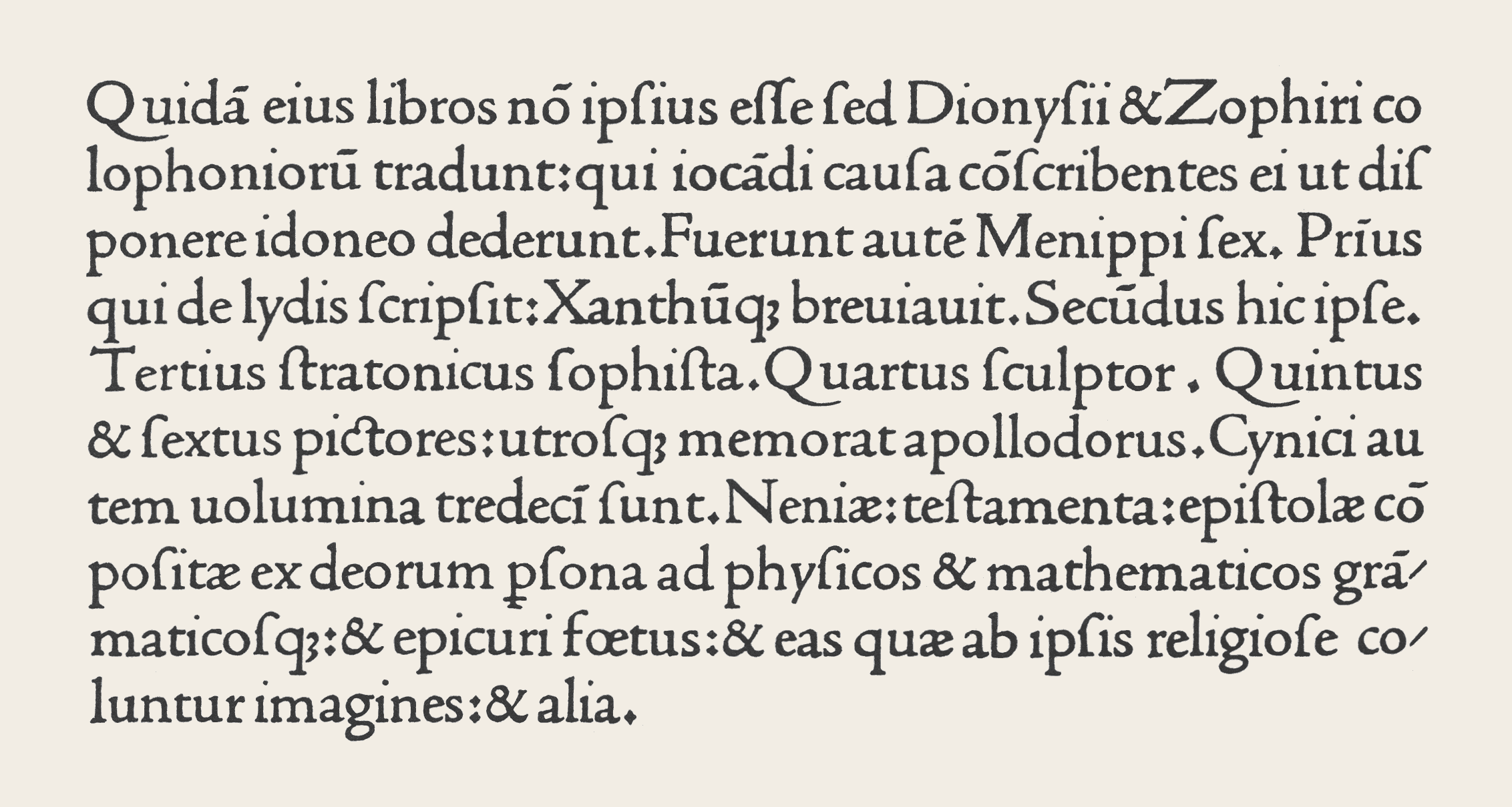
Tipus romà de Nicolas Jenson utilitzat a Venècia cap al 1470. Els romans de llibres venecians o d'"estil antic" posteriors, com ara Aldines, i molt més tard Bembo, es basaven estretament en Jenson.

El nom "romà" s'acostuma a aplicar sense majúscules per distingir els tipus derivats de Jenson i Aldine de les lletres romanes clàssiques de l'antiguitat. Algunes parts d'Europa anomenen l'escriptura romana "antiqua" per la seva connexió amb la humanística "lettera antica"; "medieval" i "d'estil antic" també s'utilitzen per indicar tipus romans que daten de finals del segle xv, especialment els utilitzats per Ald Manuci (italià: Manuzio). Les cares romanes basades en les de Speyer i Jenson també s'anomenen venecianes.

## Tipus cursiu
L'esperit humanista que va impulsar el Renaixement va produir el seu propi estil únic d'escriptura formal, conegut com a "cursiva humanística". Aquesta lletra inclinada i escrita ràpidament va evolucionar de la minúscula humanística i les cursives gòtiques actuals que queden a Itàlia, i van servir de model per a les tipografies cursives o itàliques. A mesura que els llibres impresos amb tipus romans antics van obligar a deixar d'utilitzar la minúscula humanística, la cursiva humanística va guanyar popularitat com a lletra manuscrita amb finalitats d'escriptura. La popularitat de l'escriptura cursiva en si mateixa pot haver creat certa demanda per a un tipus d'aquest estil. El catalitzador més decisiu va ser probablement la impressió d'edicions de butxaca de clàssics llatins per part d'Ald Manuci. Tanmateix, fins i tot quan la impressió va superar la producció de materials anteriorment escrits a mà, l'augment de l'alfabetització va crear una major demanda de documents i, per tant, els cal·lígrafs van veure augmentar la feina.
El tipus itàlic "Aldino", encarregat per Manutius i tallat per Francesco Griffo el 1499, era un tipus condensat amb espais estrets. Els punxons de Griffo són una traducció delicada de la lletra cursiva italiana, amb lletres d'angle inclinat irregular i alçada i posició vertical desiguals, amb alguns parells connectats ( lligades ) i petites majúscules romanes sense inclinar de l'alçada de la t minúscula. La fama d'Ald Manuci i les seves edicions van fer que la cursiva de Griffo fos àmpliament copiada i influent, tot i que no va ser la millor de les cursives pioneres. L'estil "Aldino" va ser conegut ràpidament com a "itàlic" pel seu origen italià.
Cap al 1527, l'escribà de la cancelleria del Vaticà, Ludovico Arrighi, va dissenyar una tipografia itàlica superior i va fer tallar els punxons per Lauticio di Bartolomeo dei Rotelli. L'estructura més modular de la itàlica d'Arrighi i les seves poques lligadures la feien menys una còpia de la lletra cursiva que la de Griffo. Les seves majúscules romanes lleugerament més altes, un angle d'inclinació més suau, els ascendents més alts i la separació de línies més àmplia donaven l'efecte elegant d'una cal·ligrafia refinada.

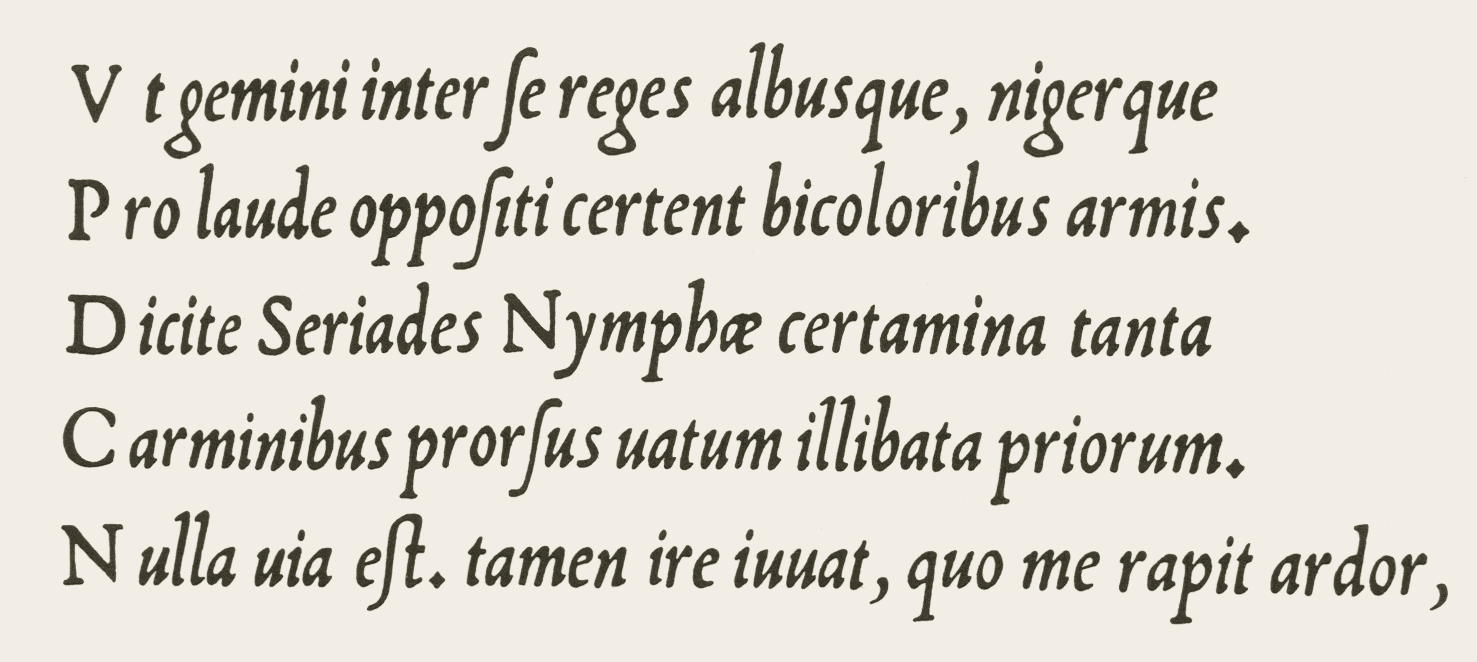
Tipus itàlic dissenyat per Ludovico Arrighi, c. 1527. Aquest elegant disseny va inspirar els tipus itàlics francesos posteriors.

Els exemples supervivents de llibres italians del segle XVI indiquen que la majoria estaven impresos amb lletra cursiva. A mitjans de segle, la popularitat de la cursiva per a la configuració de text sostingut va començar a disminuir fins que només es van utilitzar per a citacions en línia, cites en bloc, text preliminar, èmfasi i abreviatures. Els tipus itàlics des del segle XX fins a l'actualitat estan molt en deute amb Arrighi i la seva influència en els dissenyadors francesos.
L'historiador d'art suís Jakob Burckhardt va descriure el model renaixentista d'inspiració clàssica amb tipus romans i cursius itàlics de doble cas com "el model i l'ideal per a tot el món occidental". La preeminència veneciana en el disseny tipogràfic va arribar a la seva fi per la turbulència política i econòmica que va concloure el Renaixement a Itàlia amb el saqueig de Roma el 1527.

## Renaixement Alemanya i Suïssa
Poc després del 1500, les tipografies romanes van començar a guanyar popularitat al nord dels Alps per a la impressió de literatura llatina. Johann Froben de Basilea, Suïssa, va establir la seva impremta el 1491, i cap al 1519 (quan va imprimir la famosa edició del Nou Testament grec d'Erasme ) havia establert un conjunt d'estàndards per a la impressió humanística que van ser àmpliament copiats a tot el món de parla alemanya i també a Espanya i, en menor mesura, a Anglaterra. El seu tipus principal és completament romà en la forma dels caràcters, però conserva un ressò d'influència gòtica en els serifs angulades i la manera com s'organitzen els traços gruixuts i prims; es va combinar amb conjunts aparellats d'inicials xilografies (sovint dissenyades per artistes distingits) i amb dues mides més grans de lletres majúscules per al seu ús en pàgines de títol i encapçalaments: Froben va ser el primer a utilitzar aquestes " tipografies de visualització " de manera consistent, trencant amb la tradició italiana en què les pàgines de títol i els encapçalaments tendien a establir-se a la mateixa mida que el text principal. Fent ús d'aquestes grans cares, Froben va desenvolupar la portada com un conjunt artístic completament organitzat. La cara itàlica de Froben es basa en la d'Aldus però amb un efecte més uniforme i uniforme. Aquests llibres suïssos són els primers que han estat dissenyats amb tot detall com a artefactes impresos en lloc de com a adaptacions de la tècnica manuscrita.
Després de 1550 aproximadament, aquesta tradició suïssa/alemanya va ser gradualment superada per la influència francesa. Cap a finals del segle XVI, la família Wechel de Frankfurt, anteriorment establerta a París, produïa llibres excel·lents que utilitzaven tipografies franceses juntament amb ornaments de xilografia pesats però resplendents per aconseguir un efecte de pàgina esplèndid; però poc després del 1600 hi va haver una disminució general i marcada de la qualitat tant de l'habilitat com dels materials, de la qual la impressió alemanya no es va recuperar fins al segle XX.

## França del segle XVI
La tipografia va ser introduïda a França pels impressors alemanys Martin Crantz, Michael Freyburger i Ulrich Gering, que van establir una impremta a París el 1470, on imprimien amb una còpia inferior del tipus de Lactantius. Els tipus gòtics van dominar a França fins a finals del segle xv, quan van ser gradualment substituïts per dissenys romans. Jodocus Badius Ascensius (Josse Bade) en col·laboració amb Henri Estienne va establir una impremta a París el 1503. Imprimint amb tipus romans i miggòtics sense desenvolupar, la parella francesa estava massa ocupada satisfent la demanda de textos humanístics i clàssics per dissenyar els seus propis tipus originals. No obstant això, els llibres francesos van començar a seguir el format establert pels impressors italians, i Lió i París es van convertir en els nous centres d'activitat. Finalment, el govern francès va fixar una alçada estàndard per a tots els tipus, per garantir que es poguessin utilitzar diferents lots junts.

### De Colines, Estienne i Augereau
Després de la seva invasió d'Itàlia el 1494, els francesos van ser molt influenciats per la cultura renaixentista i més tard van començar a convertir la cultura francesa del gòtic al neoclàssic. Els canvis fonètics i ortogràfics necessaris a la llengua francesa van dificultar l'evolució del disseny tipogràfic a França fins a finals de la dècada de 1520. Al final d'aquest període, els tipus romans introduïts per Robert Estienne, Simon de Colines i Antoine Augereau van iniciar una fase de disseny tipogràfic amb un caràcter clarament francès. Robert Estienne va continuar l'establiment del seu pare Henri Estienne, que havia mort el 1520. Simon de Colines havia estat l'ajudant d'Estienne el pare, es va casar amb la seva vídua i va muntar la seva pròpia impremta.
El roman de De Colines de 1531 s'assemblava al roman de Griffo de 1499 però no el copiava amb fidelitat. Formes més estretes i ajust de lletres més ajustat; a amb bol d'angle baix; serifs triangulars elevades a i, j, m, n i r ; serifs de línia base aplanades, serifs ascendents delicadament modelades i línies elegants i fluides caracteritzen l'estil francès. La romana de Robert Estienne de 1532 era similar a la cara de De Colines, que Estienne complementava amb una fina lletra itàlica basada en la d'Arrighi. Els artesans que tallaven els punxons per als romans utilitzats per Estienne i de Colines romanen desconeguts. El 1532 Antoine Augereau va tallar els punxons per a un tipus romà molt similar al d'Estienne. Les minúscules dels tipus Estienne i Augereau van esdevenir la base de la tipografia d'estil antic postrenaixentista i van ser copiades pels tipògrafs francesos durant els següents 150 anys. anys.

### Garamond

Renaixement del tipus Garamond per Robert Slimbach.

L'esvelt estil francès va assolir el seu màxim refinament en els tipus romans atribuïts a la figura més coneguda de la tipografia francesa — Claude Garamond (també Garamont). El 1541, Robert Estienne, impressor del rei, va ajudar Garamond a obtenir encàrrecs per tallar la seqüència de pòlisses gregues per al rei Francesc I de França, conegudes com les " grecs du roi ". Diverses figures romanes utilitzades en les activitats editorials de Garamond es poden atribuir positivament a ell com a perforador. A partir de les dates de la seva aparició i la seva similitud amb els tipus romans utilitzats per Estienne, Christoffel Plantijn i l'impressor André Wechel, els tipus coneguts com a "Canon de Garamond" i "Petit Canon de Garamond" que es mostren en un full de mostres emès per la foneria Egenolff-Berner el 1592 s'accepten generalment com els tipus romans definitius de Claude Garamond.

### Robert Granjón

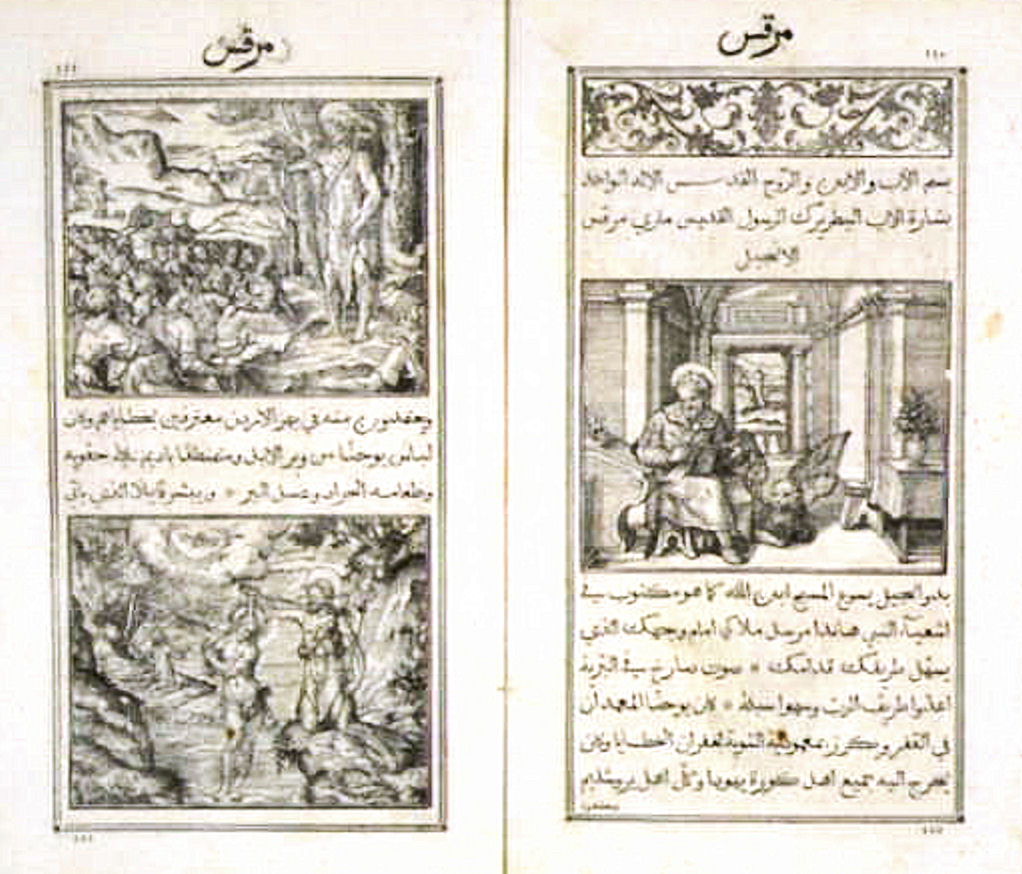
Evangelium Sanctum Domini Nostri Jesu Christi en àrab, 1590, amb tipus àrabs de Robert Grandjon, Typographia Medicea, Roma.

Robert Granjon va treballar durant la segona meitat del segle XVI, principalment a Lió, però també va ser registrat a París, Roma i Anvers. Encara és famós pels seus tipus Civilité, imitant la cal·ligrafia cursiva gòtica francesa. La seva principal contribució va ser un tipus itàlic conegut com a "Parangon de Granjon". El disseny de la tipografia itàlica sembla haver-se corromput des dels models d'Arrighi i Aldine. La cursiva de Granjon tenia un angle d'inclinació més gran, majúscules romanes inclinades i un pes i un rigor reduïts. Aquestes qualitats i el contrast dels seus traços gruixuts i prims li donaven un aspecte enlluernador que en dificultava la lectura. No obstant això, va ser la principal influència per al disseny de la tipografia itàlica fins que el model Arrighi va ser reviscut el 1920.
Al segle XVI, els impressors occidentals també van desenvolupar tipus orientals, com ara François Savary de Brèves o Robert Granjon, generalment amb l'objectiu de fer proselitisme de la fe catòlica.

## Transició al tipus modern: segles XVII i XVIII
Les tendències estètiques barroques i rococós, l'ús de la ploma de punta per escriure i les tècniques de gravat a l'acer van provocar un canvi gradual en l'estil tipogràfic. El contrast entre els traços gruixuts i prims va augmentar. La tensió inclinada es va transformar en tensió vertical; es van comprimir rodons sencers. Els serifs entre parèntesis es van tornar nítids i delicats fins que es van convertir en línies rectes i fines. El detall es va tornar net i precís.
Els tipus romans de transició combinaven els trets clàssics de la littera antiqua amb l'accentuació vertical i el major contrast entre traços gruixuts i prims, característics dels veritables romans moderns que vindrien.
Els tipus romans utilitzats cap al 1618 per la impremta neerlandesa Elzevir a Leiden reiteraren l'estil francès del segle XVI amb un contrast més alt, menys rigor i un efecte de pàgina més clar. Després de 1647, la majoria de les cares d'Elzevir van ser tallades pel molt respectat Christoffel van Dyck, les precises interpretacions del qual van ser considerades per alguns experts de l'època com més fines que les de Garamond.

### Tipus de caiguda

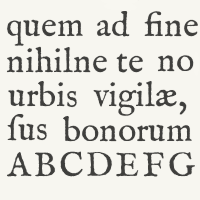
Exemplar de lletra romana anglesa de tipus Fell, que cita el Primer discurs de Ciceró contra Catilina.

Des de mitjans del segle XVI fins a finals del XVII, la interferència de la Corona en la impressió va frustrar el desenvolupament de la fundació de tipus a Anglaterra — la majoria dels tipus utilitzats pels impressors anglesos del segle XVII eren d'origen neerlandès. La manca de material va inspirar el bisbe d'Oxford , el doctor John Fell, a comprar punxons i matrius d'Holanda c. – per al seu ús per part de l'Oxford University Press. Els anomenats tipus Fell, que es presumeix que són obra del punxador holandès Dirck Voskens, marquen un salt notable respecte als dissenys anteriors, amb extensors considerablement més curts, un contrast de traç més alt, un estrenyiment de les lletres rodones i serifs aplanats a la línia de base i els descendents. El disseny va conservar una irregularitat regressiva d'estil antic, un modelat suau de vertical a horitzontal i una tensió angulada de les rodones (excepte una o tensada verticalment). Les majúscules rebaixades eren condensades, d'amplada uniforme, amb serifs amples i aplanats; totes característiques dels tipus romans moderns definitius de finals del segle XVIII. Els tipus itàlics Fell es distingien per un alt contrast que coincidia amb les romanes Fell; ovals més amples; un traç ramificat dividit des de les tiges de mnr i u ; i serifs llargs i plans, — prefiguraven l'estil modern. Van repetir la inclinació no uniforme dels models francesos, i les majúscules incloïen formes J i Q amb lletres orlades.
El dissenyador i enginyer Igino Marini ha publicat una digitalització de codi obert dels Fell Types.

### Caslon

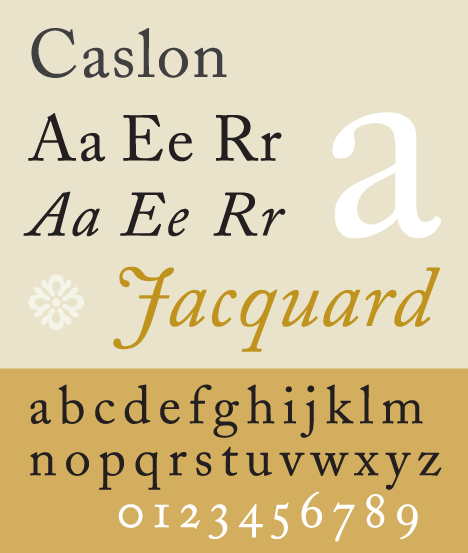
Caslon English Roman, d'una mostra emesa per la foneria Caslon i que cita el mateix text. Compareu-ho amb el tipus Fell.

Els historiadors tipogràfics consideren que la primera figura important de la tipografia anglesa va acabar gairebé tot sol amb el monopoli de la fundació tipogràfica holandesa. El gravador d'armes convertit en punxador William Caslon va passar 14 anys creant l'estable de tipografies al full de mostres publicat el 1734. El cànon complet incloïa la romana, la cursiva, el grec, l'hebreu, l'àrab, etc. La Gran Introducció de Caslon, la romana i la romana anglesa, eren dissenys retrogressius que seguien molt de prop els tipus de Fell i la romana de Miklós (Nicholas) Kis c. 1685, atribuïda falsament a Anton Janson. Els serifs lleugerament entre parèntesis i la irregularitat a l'estil antic de Caslon no eren noves, però un tall precís i una perpendicularitat donaven llegibilitat a les formes. Les estructures itàliques de Caslon segueixen la itàlica de Fell, però amb una amplada condensada i amb ramificacions convencionals des de les tiges.
La prodigiosa producció de William Caslon va tenir una gran influència arreu del món. El tipus Caslon i les seves imitacions es van utilitzar a tot l'Imperi Britànic. Va ser el tipus dominant a les tretze colònies americanes de l'Amèrica britànica (introduïdes per Benjamin Franklin ) durant la segona meitat del segle XVIII i es va utilitzar per a la Declaració d'Independència dels Estats Units. Caslon marca l'ascens d'Anglaterra com a centre de l'activitat tipogràfica.

### Fleischmann
Joan Michaël Fleischman ( – ) va néixer a Nuremberg, on es va formar com a punxonador. Va trobar feina amb fundidors de tipografies holandesos a Holanda i s'hi va establir cap al 1728. A la foneria Enschedé de Haarlem va tallar punxons per a una gran quantitat de material. Un temps després de 1743 va produir un disseny romà distingit — relacionat amb els tipus de transició precedents però allunyant-se'n. Prefigurava els tipus romans moderns amb un modelatge transaxial escàs, unint l'esforç vertical a formes primes i esfèriques. Fleischmann va manllevar del mode general de Romain du Roi de Phillipe Grandjean i Louis Simonneau., encarregat per Lluís XIV el 1692 per a la Imprimerie Royale, però no va imitar aquella cara. Els capitells de Fleischmann eren una varietat nova; un esquema d'amplada uniforme, cercles comprimits, accentuació totalment vertical i extrems triangulars en bec d'EFLT i Z, totes característiques que prefiguraven els moderns "clàssics" de Bodoni i Didot. La cursiva de Fleischmann tenia certa semblança amb la de Granjean, però tenia ascendents més llargs i seguia les estructures neerlandeses establertes per a hv i w.
Fleischmann va ser tingut en gran estima pels seus contemporanis, i els seus dissenys van exercir una influència decisiva en l'últim quart del segle XVIII. El reconegut punxador francès Pierre Simon Fournier (1712–1768) va confessar haver copiat el disseny de Fleischmann i va ser el primer a qualificar de "moderns" els tipus de "contrast" com els Fells, Caslon i Fleischmann. Els dissenys d'influència rococó de Fournier — i — i els seus Modèles des Caractères (1742) van continuar la romaine du roi estil i el va adaptar a la seva pròpia època moderna. Igual que Baskerville, la seva cursiva es va inspirar en l'escriptura a mà i les lletres gravades conegudes com a mà de coure. Fournier també va publicar un Manuel Typographique en dos volums, en què va registrar gran part de la història tipogràfica europea i va introduir el primer sistema estandarditzat de mesura de la mida de la lletra — el " punt ".

### Baskerville

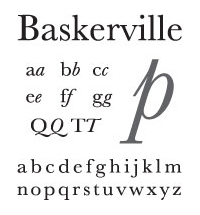
La tipografia Baskerville dissenyada per John Baskerville.

Cap al 1751, John Baskerville, després d'haver aconseguit èxit financer en la producció de productes a partir de xapa metàl·lica, es va dedicar al negoci de la impressió. Els seus tipus romans i itàlics van aparèixer més tard que els de Fleischman, però es consideren transicionals i parcialment retrògrads amb un retorn a un contrast més baix, un modelatge transaxial suau, serifs entre parèntesis finament modelades i tiges llargues. El disseny i l'acabat exquisits de la romana de Baskerville, però, combinaven elegància i força, i eren moderns. El seu disseny romà, i especialment el itàlic, tenien influències rococó. Les seves formes de lletra són una transició intencionada entre formes d'estil antic i estils moderns. Es van inspirar en la seva experiència prèvia com a mestre d'escriptor i en les influències de la seva època. Els tipus de Joseph Fry, Alexander Wilson i John Bell van seguir de prop Baskerville, i a través de la seva correspondència amb els fundadors de tipus europeus, la influència de Baskerville va penetrar a la major part de l'Europa occidental. Baskerville era un artista meticulós que controlava tots els aspectes de la seva creació, ideant premses més precises, tintes més negres i paper segellat amb rodets calents per garantir impressions nítides. Cal destacar que el pis inferior de la seva g minúscula no es tanca completament. Els derivats de Baskerville sovint s'identifiquen així. Una reinterpretació moderna de Baskerville, una pòlissa anomenada Mrs Eaves, porta el nom de l'amant de Baskerville convertida en esposa, Sarah Eaves, la vídua de Richard Eaves.

### Romans moderns

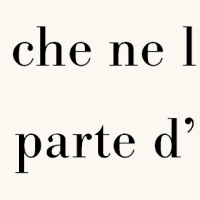
Facsímil de la mostra publicada amb tipus Bodoni genuïns per l'Officina Bodoni el 1925. El tipus que es mostra és el Bodoni Monotype digital c. 1999.

Tipus Didot Revival dissenyat el 1991 per Adrian Frutiger per a la foneria Linotype.

Els veritables tipus romans moderns van arribar amb els tipus de l'italià Giambattista Bodoni i el francès Didot. Completant les tendències iniciades pels tipus de Fell, Fleischman, Fournier i Baskerville, els anomenats tipus romans moderns "clàssics" van evitar les influències quirogràfiques i orgàniques, i la seva geometria simètrica sintètica responia a un model clàssic racionalitzat i reformat impulsat per l'estricta filosofia de la quadrícula cartesiana de René Descartes i l'univers mecànic predictible d'Isaac Newton.
L'apel·lació "clàssic" dels tipus romans moderns prové del seu retorn a ascendents i descendents llargs situats en línies molt espaiades, i un efecte de pàgina lleugera corresponent que recorda l'estil antic — que es va produir en un moment del renaixement clàssic.
Bodoni va ser el primer a progressar del rococó al nou estil clàssic. Va produir una cursiva molt propera a la de Baskerville, i un tipus d'escriptura cursiva francesa que es trobava entre la cursiva i les escriptures unides. Els tipus romans de François Ambroise Didot i el seu fill Firmin Didot s'assemblen molt a l'obra de Bodoni, i les opinions estan dividides sobre si els Didot o els Bodoni van originar els primers romans moderns. En qualsevol cas, la precisió matemàtica dels tipus Didot i la desaparició del disseny rococó reflectien la "il·lustració" de la França postrevolucionària sota Napoleó. Francois Ambroise també va dissenyar els tipus "maigre" i "gras" corresponents a formats de tipus condensats i expandits posteriorment.
Els tipus romans del dissenyador espanyol Joaquín Ibarra van ser influenciats pels Baskerville, Didot i Bodoni, però esculpits més a prop de l'estil antic i utilitzats de la mateixa manera clàssica, incloent-hi majúscules espaiades. A Anglaterra, els tipus romans moderns semblants als de Bodoni van ser tallats per a l'impressor William Bulmer c. 1786 pel fabricant de punxons William Martin, que havia estat aprenent amb Baskerville i havia estat influenciat per ell. La cursiva de Martin reflectia la g de cua oberta i la finesa general de la de Baskerville.
A Gran Bretanya i els Estats Units, els tipus romans moderns (que van sorgir al voltant del 1800 i van ser totalment dominants a la dècada del 1820) van adoptar una forma una mica més arrodonida i menys geomètrica que els dissenys de Didot i Bodoni; una diferència òbvia és que en les esferes angloamericanes la C majúscula només té un serif (a la part superior), mentre que en els dissenys europeus en té dos.

## Tipografia dels seglesxixixx

### Industrialització
El segle xix va portar menys innovacions estilístiques. La invenció més notable va ser l'auge de les tipografies amb serifs reforçats. Les seves precursores van ser les anomenades pòlisses egípcies, que ja s'utilitzaven a principis del segle XIX. El seu nom probablement prové de l'entusiasme de l'època napoleònica per Orient, que al seu torn va començar amb la invasió de Napoleó a Egipte. De fet, les pòlisses slab-serif ( p. ex. p. ex. Clarendon del 1845) eren pòlisses de diari, amb serifs enfortits per evitar danys durant el procés d'impressió. Estilísticament, les pòlisses amb serif de mitjans del segle XIX semblaven molt robusts i, per altra banda, tenien trets de disseny més o menys neoclàssics, que van canviar amb el pas del temps: mitjançant l'aplicació de la característica de disseny slab serif i l'addició de serifs a cada cop més quantitat de tipografies, va sorgir un grup intermedi independent de pòlisses heterogènies durant el segle XX. Mentrestant, les lletres amb serifs slab apareixen com un grup independent a la majoria de classificacions tipogràfiques — a més dels grups principals serif i sans serif
Els tipus de lletra amb serif i sense serif rarament s'utilitzaven per a textos continus; el seu àmbit era el dels anuncis, les portades i altres peces impreses que cridaven l'atenció. Cap al 1820, la majoria dels països occidentals utilitzaven lletra romana moderna i cursiva per a textos continus. Això va romandre cert fins a la dècada de 1860, quan van començar a utilitzar-se les anomenades cares d'"estil antic" — un fenomen majoritàriament angloparlant — Aquestes anaven a l'extrem oposat a les esferes modernes; els traços "gruixos" estaven atenuats, i els serifs al final dels traços prims (com en C, E, L i T) eren estretes i angulades, mentre que a les esferes modernes eren amples i verticals o gairebé. Tots els caràcters en majúscules estaven una mica "condensats" (reduïts). Les cares d'estil antic van romandre populars fins aproximadament el 1910.
Sobretot, el segle xix va ser innovador pel que fa als aspectes tècnics. Els processos de fabricació automàtics van canviar tant la impressió com les il·lustracions gràfiques. La il·lustració de materials impresos es va poder estandarditzar considerablement gràcies a la tècnica de litografia inventada per Alois Senefelder. Finalment, un altre invent va ser la fotografia, l'establiment de la qual a finals del segle xix va conduir als primers procediments de semitons i reproducció. El desenvolupament gradual d'una societat de masses moderna va proporcionar una creixent demanda de material imprès. A més dels inicis tradicionals de la impremta tipogràfica, van aparèixer un panorama periodístic, així com un ampli mercat per a publicacions, anuncis i pòsters de tota mena. Els reptes havien canviat: com que la impressió i la tipografia havien estat un ofici senzill durant segles, ara havien d'afrontar els reptes d'una societat de masses governada per la indústria.

### Tipografia calenta i fotocomposició al segle XX

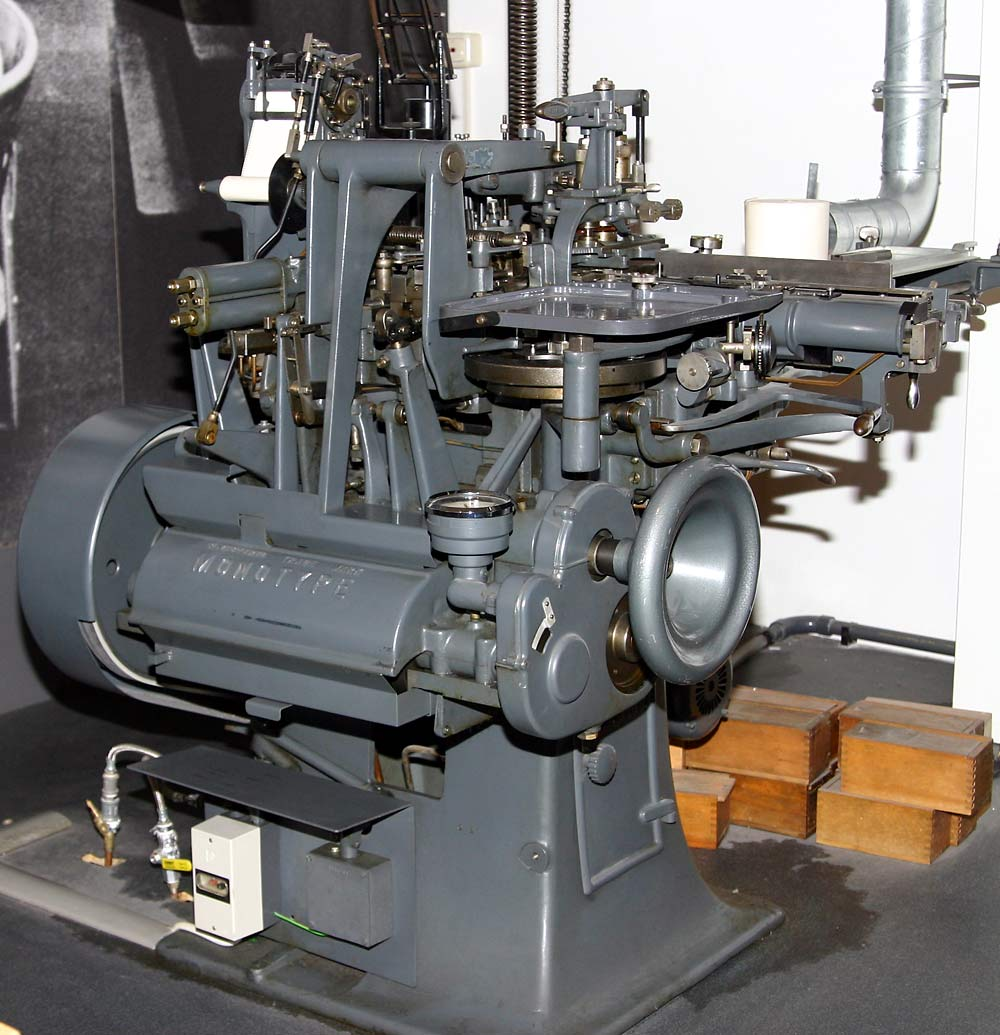
Màquina monotype

Els 90 anys entre 1890 i 1980 van encunyar la tipografia fins ara. L'ofici de la impressió es va convertir en una indústria, la sisena més gran dels Estats Units.
La fabricació i l'aplicació de tipografies es van veure cada cop més afectades pels processos de fabricació industrial. Incidents significatius van ser la invenció de la màquina de tipus calents per Ottmar Mergenthaler ( linotípia, 1886) i Tolbert Lanston ( monotípia, 1887) i unes dècades més tard l'aparició de la fotocomposició. El resultat: la compilació i el disseny tipogràfic del text podrien ser controlats cada cop més pels teclats, en contrast amb la composició manual.
Un resultat del procés d'industrialització va ser el nombre i la distribució inimaginables de noves tipografies. Tant si es tracta de variants digitals de Garamond i Bodoni com de nous dissenys tipogràfics contemporanis com ara Futura, Times i Helvetica, gairebé totes les tipografies que s'utilitzen actualment tenen el seu origen en la següent i actual era de la composició digital o es basen en dissenys d'aquesta època. La base va ser l'aparició de grans foneries i fabricants de tipus. El resultat: les tipografies reeixides podien obtenir ràpidament l'estatus de marca — i, per tant, podien assignar una " marca " única a productes o publicacions.
Chicago va contribuir molt al disseny tipogràfic en aquesta època, ja que Frederic Goudy, dissenyador de 123 tipografies, va fundar diverses premses. Oswald Cooper, dissenyador de Cooper Black, va estudiar amb Goudy.
A més de la tipografia tradicional dels llibres , el disseny gràfic es va convertir en una branca més o menys independent. Les tensions entre aquestes dues branques van determinar significativament el desenvolupament estilístic de la tipografia del segle XX.

### Art Nouveau i New Book Art

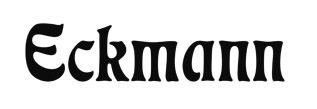
Eckmann, 1901.

Des de l'impressionisme, els estils d'art modern també es van reflectir en el disseny gràfic i la tipografia. Al voltant de 1890, l'Art Nouveau es va popularitzar. Els seus ornaments florals, les formes corbes, així com l'èmfasi en la realització gràfica, van inspirar els dissenyadors tipogràfics de principis del segle XX. Una pòlissa art nouveau popular va ser Eckmann, dissenyada per l'artista gràfic Otto Eckmann. A més, la influència de l'Art Nouveau es va expressar en moltes il·lustracions de llibres i dissenys d'ex-libris.

En conjunt, el retorn a les arrels de l'art del llibre es va fer més fort a principis del segle XX. Va ser iniciat pel tipògraf, socialista i editor de premsa privada britànic William Morris, així com pel Moviment Arts and Crafts, que fa referència a ell. Essencialment, aquest moviment va iniciar tres coses: un retorn als models antics del Renaixement, la claredat i la simplicitat de les il·lustracions dels llibres i processos tècnics directes durant la producció de materials impresos. Una conseqüència immediata del Moviment Arts and Crafts va ser l'establiment del moviment de premsa privada, que estava més o menys compromès amb els ideals de Morris, i les restes del qual encara són parcialment presents avui dia. Un punt de trobada establert d'aquesta escena a Alemanya, per exemple, és la Mainzer Minipressen-Messe, que se celebra cada dos anys.

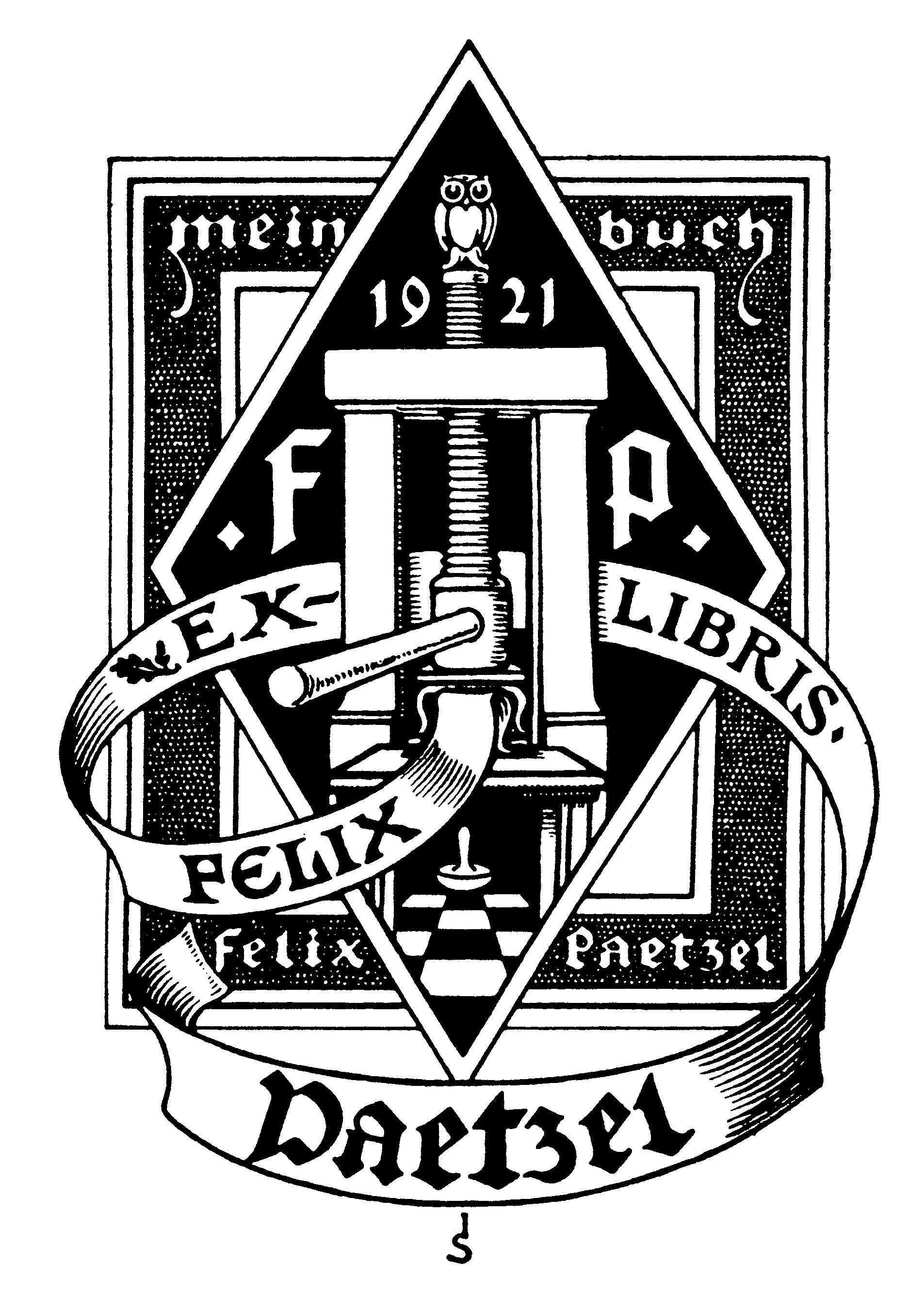
Exlibris, 1921

Especialment el moviment New Book Art, que es va formar a la dècada anterior a la Primera Guerra Mundial, va ser influenciat pel Moviment d'Arts i Oficis. Els joves dissenyadors tipogràfics de l'època de la preguerra, entre ells Fritz Helmuth Ehmcke i Friedrich Wilhelm Kleukens, van rebutjar tant el classicisme tipogràfic tardà com els ornaments del popular Art Nouveau. El nou ideal es va convertir en una tipografia de llibre ordenada i senzilla, que es dedicava a les idees del Renaixement. Walter Tiemann a Leipzig, Friedrich Hermann Ernst Schneidler a Stuttgart i Rudolf Koch a Offenbach com a instructors van ser els mentors d'aquest tipus de tipografia. Van seguir tenint una influència en el camp de la composició tipogràfica de llibres fins molt de temps després del final de la Segona Guerra Mundial.

### Tipografia d'avantguarda europea
Durant la dècada del 1920, els tipògrafs de l'Europa central i oriental van experimentar amb formes de tipografia avantguardista. Els principals llocs de desenvolupament dels artistes d'avantguarda havien estat: Budapest, Zagreb, Belgrad i, després de 1924, també Praga. Tanmateix, des del 1925 la tipografia avantguardista s'havia anat estenent a les ciutats de l'Europa occidental i oriental i, com a resultat, les ciutats anteriors van anar perdent gradualment la seva rellevància.
El 1924 es van organitzar dues exposicions importants per al desenvolupament de la tipografia avantguardista: una per Ljubomir Micić (la Primera Exposició Zenitística Internacional d'Art Nou a Belgrad) i l'altra per Ion Vinea i Marcel Iancu (la Primera Exposició Internacional Contemporània).

#### Tipografia avantguardista a Polònia
Entre els artistes polonesos més importants hi havia Władysław Strzemiński i Mieczysław Szczuka ; en les seves obres es referien a la poesia i valoraven l'art de publicar (imprimir) llibres més que altres formes d'art. Władysław Strzemiński és reconegut com el precursor de la tipografia avantguardista a Polònia: va ser un dels primers artistes a deixar de banda la forma primigènia de les lletres. Pensava que el contingut no era tan important com la manera com es presentava, ja que per entendre el missatge d'un pòster/portada, calia entendre què intentava comunicar l'artista amb la disposició de les paraules o cada lletra. Les inscripcions van començar a construir-se de manera que cridessin l'atenció, a diferència de la tipografia "tradicional", que es percebia com un afegit a un text. Com a forma d'inspiració, l'arquitectura també va començar a perdre el seu valor perquè els artistes d'avantguarda extreien les seves idees de pintures i gràfics. Jan Tschichold, creador d'una de les moltes definicions i el teòric més conegut de la tipografia avantguardista, va afirmar que les seves regles bàsiques havien de ser la manca de simetria, el contrast i la llibertat total de creació. Contràriament a altres gèneres artístics, els creadors avantguardistes també en van ser els teòrics i investigadors.